# Prednisolonă
Prednisolonul (1,2-dehidrocortizol) este un glucocorticoid sintetic fiind un metabolit activ al prednisonului.

## Acțiune farmacologică
Prednisolonul este un supresor al sistemului imun local având o acțiune antiinflamatoare (antiflogistică) și antialergică. Această acțiune a lui fiind folosită în tratamentul reumatismului, bolilor cronice oculare, sau intestinale ca și în scleroza multiplă. Un alt domeniu de folosire al medicamentului este migrena Cluster (Bing-Horton-Neuralgie), obstrucția pulmonară cronică (COPD)  și sub formă de inhalație în astmă. Efecte secundare nedorite la un tratament îndelungat este osteoporoza.